# Rainer Schils
Rainer Schils (* 20. August 1944; † 16. August 2018 in Bremen) war ein deutscher Fußballfunktionär und Rechtsanwalt. Er war von 1978 bis 1991 Präsident des FC Gütersloh.

## Leben
Als sich die Fußballabteilungen der Verbandsligisten DJK Gütersloh und SVA Gütersloh im Jahr 1978 zum FC Gütersloh zusammenschlossen, wurde der damals 33-Jährige Rainer Schils Präsident des Vereins. 13 Jahre lang übte Schils dieses Amt bis 1991 aus. 1983 verpflichtete der Verein Heribert Bruchhagen als Trainer. In der Saison 1983/84 qualifizierte sich Gütersloh als Meister für die Aufstiegsrunde zur 2. Bundesliga. In der gleichen Saison schrieb der Verein bundesweit mit dem Nettoliga-Skandal Schlagzeilen. Nachdem der Verein 1999 aus der 2. Fußball abgestiegen war, beantragte der FCG ein Insolvenzverfahren, das scheiterte. Schils fand eine Satzungslücke, durch die der neue FC Gütersloh in der Oberliga starten durfte.
Er starb im Alter von 73 Jahren in Bremen.